# غايتان كريبز
غايتان كريبز (بالفرنسية: Gaëtan Krebs)‏ هو لاعب كرة قدم فرنسي في مركز الوسط، ولد في 18 نوفمبر 1985 في ميلوز في فرنسا. لعب مع نادي ستراسبورغ ونادي كارلسروه ونادي ميلوز وهانوفر 96.

## وصلات خارجية
- غايتان كريبز على موقع قاعدة بيانات كرة القدم.إي يو (الإنجليزية)
- غايتان كريبز على موقع بيانات كرة القدم. دي إي (الألمانية)
- غايتان كريبز على موقع ليكيب (الفرنسية)
- غايتان كريبز على موقع Soccerway.com (الإنجليزية)
- غايتان كريبز على موقع عالم كرة القدم.نت (الإنجليزية)